# Gong (radiostacja numeryczna)
Gong (oznaczenie ENIGMA: G03) – nazwa radiostacji numerycznej, będącej własnością Ministerstwa Obrony Narodowej Niemieckiej Republiki Demokratycznej i działającej prawdopodobnie od 1973 roku. Transmitowała ciągi cyfr stanowiące zaszyfrowane wiadomości dla szpiegów z NRD przebywających w krajach zachodnich, zwłaszcza w Republice Federalnej Niemiec (tzw. Niemczech Zachodnich). Ostatnia transmisja odbyła się 9 maja 1990 roku, na kilka miesięcy przed zjednoczeniem obu państw niemieckich. Swoją nazwę stacja zawdzięcza melodii dzwonów zegara, rozpoczynającej każdą audycję.
Melodia była odtwarzana z taśmy, która z czasem uległa zniekształceniom przekładającym się na brzmienie dzwonów.

## Opis
Radiostacja była obsługiwana przez Wywiad Wojskowy Narodowej Armii Ludowej NRD, podorganizację Ministerstwa Obrony Narodowej NRD.
Pierwsze udokumentowane nagrania działalności Gongu pochodzą z 1973 roku, nieznana jest data uruchomienia stacji. Transmisje odbywały się na falach krótkich, według określonego harmonogramu – codziennie w godzinach 18:00 – 23:00, co pół godziny na częstotliwości 3258 kHz i w soboty o godzinie 10:00 na 5410 kHz. Nadajnik znajdował się w miejscowości Zeesen i był zdalnie kontrolowany z Wernsdorf.

## Format
Każda z audycji była rozpoczynana trwającą pięć minut serią ośmiu tonów gongów zegara, o stopniowo niższym i wyższym brzmieniu. Następnie, po wyrażeniu Achtung! (pol. Uwaga!) przez kolejne pięć minut transmitowano pięciocyfrowy kod identyfikujący agenta, dla którego przeznaczono wiadomość oraz liczbę grup cyfr, oddzieloną wyrazem trennung. W dalszej kolejności stacja rozgłaszała liczby w pięciocyfrowych grupach, oznaczające właściwą wiadomość. Przekaz kończony był wyrazem Ende (koniec) i, po ośmiosekundowej przerwie, jednokrotnym odtworzeniem melodii gongów.

## Zakończenie działania
Upiornie brzmiące tony gongu i kolejne ciągi liczb, odczytywane przez maszynę, których znaczenie i adresatów można było jedynie zgadywać, rozpalały wyobraźnię słuchaczy i komentatorów politycznych w Republice Federalnej Niemiec. Ostatnia transmisja radiostacji numerycznej NRD, która stała się znana opinii publicznej, miała miejsce 23 maja 1990 r. o godzinie 23:30 i została nagrana przez radioamatora Jochena Schäfera. Po serii gongów zamiast zapowiedzi zaszyfrowanej wiadomości słychać było męski głos oznajmujący „Oto audycja dla bystrego dziecka” (niem. Hier ist die Sendung für das aufgeweckte Kind), a następnie śpiew fragmentu niemieckiej piosenki dziecięcej Alle meine Entchen:
| Tekst niemiecki                                                                           | Tłumaczenie                                                                      |
| Alle meine Entchen schwimmen auf dem See, Köpfchen in das Wasser, Schwänzchen in die Höh. | Wszystkie moje kaczuszki płyną po jeziorze, główki mają w wodzie, ogonki w górze |

Istnieją różne interpretacje tej transmisji – niektórzy postrzegali to jako humorystyczne pożegnanie z agencją wywiadu NRD, która była w trakcie rozwiązywania, inni uznawali to za instrukcję dla szpiegów aby przyjęli nową tożsamość i oczekiwali na wiadomości od innej agencji.